# 美金站
美金站（：／ Migeum yeok */?）是水仁·盆唐線與新盆唐線沿線交會的一座轉乘車站，位於韓國京畿道城南市盆唐區金谷洞，韓語副站名是「盆唐首爾大醫院」（분당서울대병원）。

## 車站構造
兩線站體均為2面2線側式月台的地下車站，候車月台設有月台幕門，並有出口共8處。

### 水仁·盆唐線月台
| ↑ 亭子 |
| \| １  |
| 梧里 ↓ |

| 月台 | 路線                   | 目的地                       |
| ---- | ---------------------- | ---------------------------- |
| 1    | ●首都圈電鐵水仁·盆唐線 | 水原、器興、竹田、仁川方向   |
| 2    | ●首都圈電鐵水仁·盆唐線 | 往十里、牡丹、書峴、藪內方向 |

### 新盆唐線月台
| ↑ 亭子 |
| \| 下  |
| 東川 ↓ |

| 月台 | 路線      | 目的地                   |
| ---- | --------- | ------------------------ |
| 上行 | ●新盆唐線 | 板橋、良才、江南方向     |
| 下行 | ●新盆唐線 | 東川、水枝區廳、光教方向 |

## 歷史
- 1994年9月1日：水仁線站體落成啟用。
- 2018年4月28日：新盆唐線站體開通。
- 2020年9月12日：首都圈電鐵水仁·盆唐線開通。

## 車站周邊
- 城南市龜尾圖書館
- 龜尾市場
- 城南渼金初等學校
- 梧里初等學校
- 佛谷中學
- 佛谷高校
- 盆唐經營高校
- 2001Outlet（朝鲜语：2001아울렛）盆唐店
- 盆唐首爾大學附設醫院（朝鲜语：분당서울대학교병원）
- 韓國身心障礙者僱傭公團（朝鲜语：한국장애인고용공단）雇用開發院

## 圖片

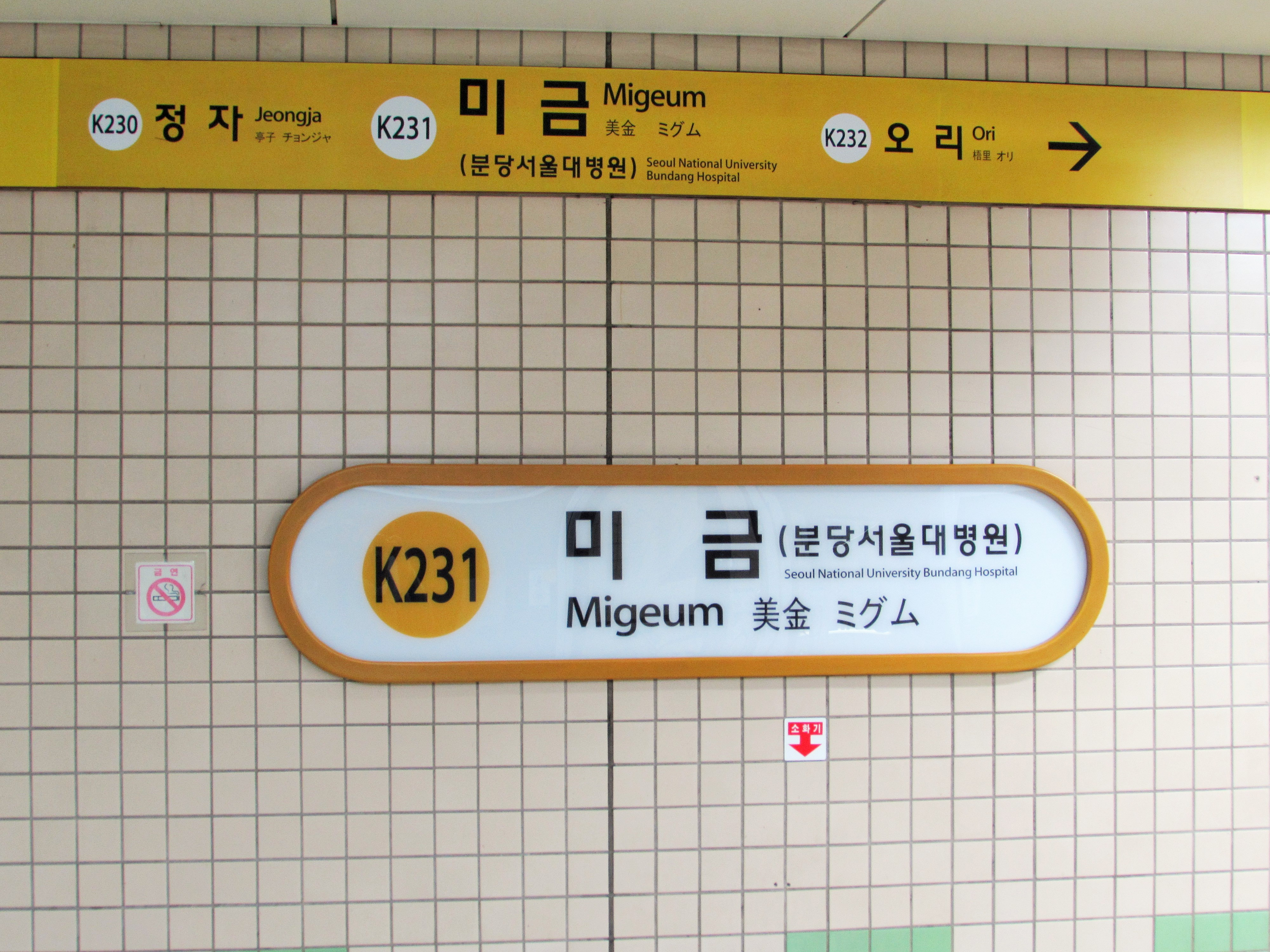
盆唐線站名牌
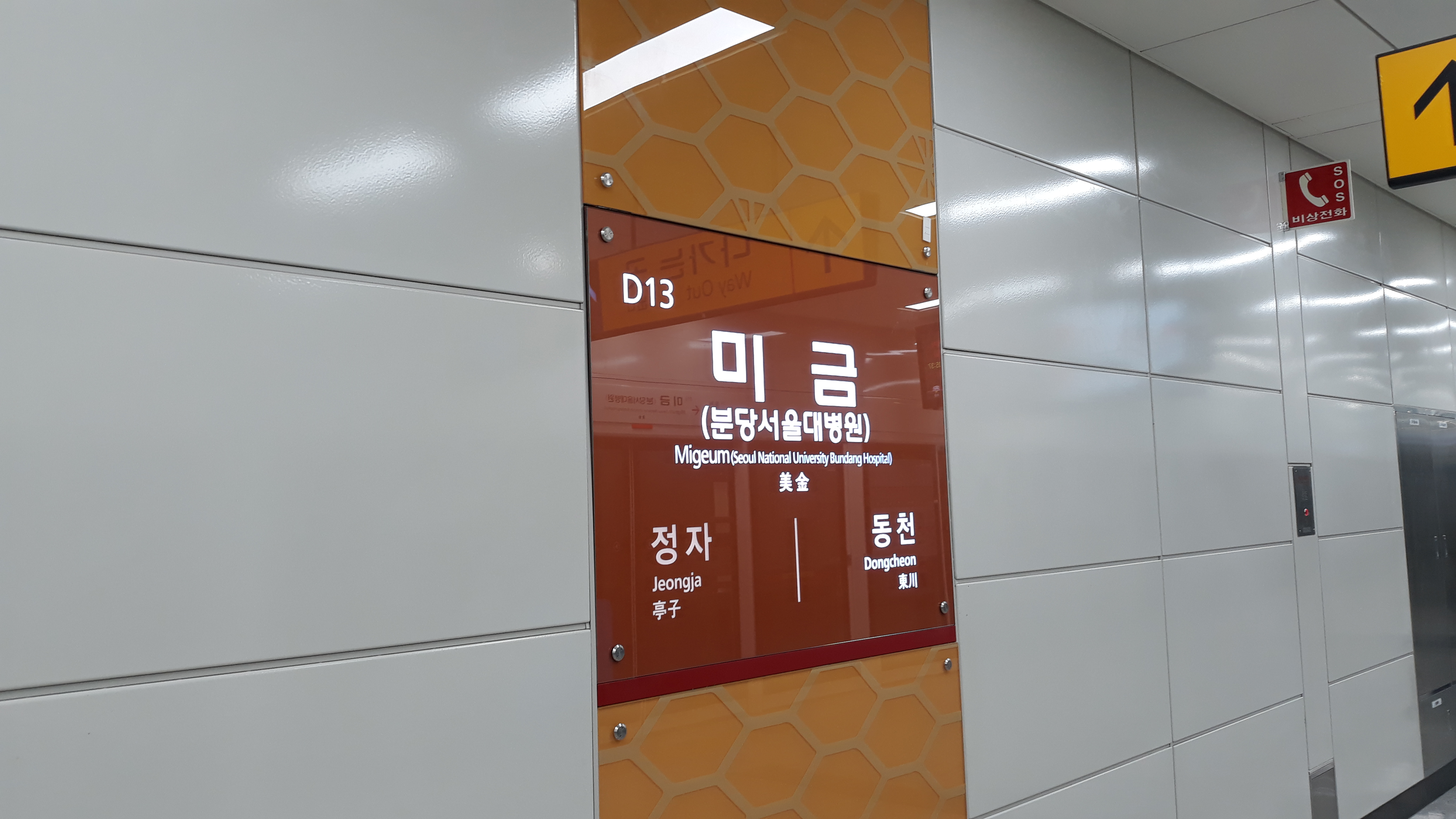
新唐線站名牌

## 相鄰車站
韓國鐵道公社
●首都圈電鐵水仁·盆唐線
盆唐急行、緩行
亭子（K230）－美金（K231）－梧里（K232）
Neo Trans
●新盆唐線
亭子（D12）－美金（D13）－東川（D14）